# Vladimír, bohův zvolenec
Vladimír, bohův zvolenec (původním názvem Der Apostat) je opera českého skladatele, hudebního teoretika a pedagoga Františka Zdeňka Skuherského na původně německé, později do češtiny přeložené libreto českého spisovatele Josefa Václava Friče. Napsána byla před rokem 1860 a premiéru měla 27. září 1863 v pražském Prozatímním divadle. Jedná se o první operní novinku domácího skladatele, kterou Prozatímní divadlo uvedlo.

## Vznik a historie díla
Český skladatel František Zdeněk Skuherský napsal svou třetí operu (první, Samo, komponovaná v první polovině padesátých let, nebyla dokončena; druhá, Der Liebesring, měla premiéru v Innsbrucku roku 1861) v době svého působení v Innsbrucku, tedy někdy ve 2. polovině 50. let 19. století. Německé libreto ambiciózní historické opery, látkově čerpající z konfliktu pohanství s křesťanstvím ve středověkém Bulharsku, pro něj napsal český spisovatel Josef Václav Frič pod názvem Der Apostat, tj. Odpadlec, jak bylo dílo v českých kruzích před premiérou známo. Původní německá verze opery však nebyla inscenována, ač se v tomto ohledu uváděly Innsbruck nebo Mnichov.
Po otevření pražského českojazyčného Prozatímního divadla byly do repertoáru hledány opery českých autorů. Po historickém Škroupově Dráteníkovi byla jako první opera domácího skladatele, se značným očekáváním a publicitou, uvedena tato Skuherského práce pod názvem Vladimír, bohův zvolenec (původním pravopisem Vladimír, Bohův zvolenec, zmiňováno též jako Vladimír, bohů zvolenec). Vlastní libreto do češtiny přeložil opět J. V. Frič, avšak pod pseudonymem Hynek Mostecký. Prozatímní divadlo ji v premiéře uvedlo na počátku sezóny 1863/64. Dočkala se „neočekávaného úspěchu“, divadlo bylo vyprodané a ve všech prostorách naplněné.

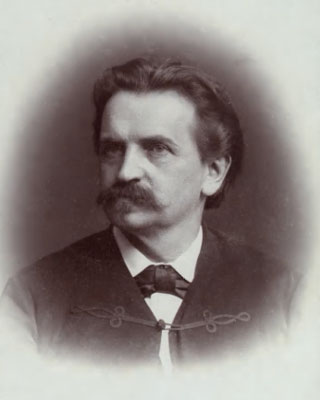
Josef Václav Frič, libretista Vladimíra

Skuherského ctižádostivé dílo bylo přivítáno spíše jako vlastenecký než jako umělecký počin, jako „kvítek v pustině operní literatury české“, jak jej nazval časopis Slavoj. Soudobé kritiky shrnuje muzikoložka Vlasta Reittererová slovy „Kritika přiznala opeře pozici „prvního národního díla“, konstatovala ale nedostatek stylizace a formové prvky starších stylů (uzavřená zpěvní čísla).“.
Libreto bylo přijato s výhradami: kritika uznávala, že má „jednoduchý, ale na heroické momenty bohatý děj“ a že libretista „sáhl ke stejným prostředkům, jimiž si posluhuje i moderní německý reformátor hudebního dramatu“, mimo jiné organickým propojením fantaskního a reálného světa a personifikováním symbolů: zejména víla Nehalena je zosobněním pohanství a láska Vladimíra k ní je zároveň jeho láskou ke staré víře. (Tím kritik Bohemie narážel na Richarda Wagnera a zejména jeho opery Bludný Holanďan, Tannhäuser a Lohengrin.) Co do využití těchto východisek Národní listy soudily, že libreto je „vcelku, ač dalo by se všelicos ne bez důvodu proti ději a jeho uspořádání namítati, dovedně provedeno“, přesto však „škoda, že se mu [=skladateli] nedostalo lépe vypracovaného libreta, skladba p. Skuherského zasloužila dovednějších slov“. Zato pro hudební revui Dalibor byl Frič jednoznačně „básník slov“.
Hudba byla přijata vcelku příznivě, jako „povětšinou šťastné zhudebnění“. Na jedné straně se Skuherský snažil o prokomponovanost, charakteristickou deklamaci a využíval příznačných motivů ve smyslu wagnerovských zásad, na druhé straně je ve Vladimírovi řada árií, arios a duetů ve starším stylu. Forma a zejména instrumentace („krásné mísení barev zvukových“) vyvolávaly obdiv, ač kritika příležitostně radila k umírnění orchestru. Problémem však byl na jednotlivých místech nesoulad hudebního těžiště s dějovým, nedostatečný smysl pro gradaci dramatické situace a z toho plynoucí zdlouhavost řady míst. Vcelku příznivé přijetí však kritika poměřovala situací „mladého, prohnanost uměleckého řemesla ještě v krvi své nemajícího skladatele“, kterému dosud chybí originalita: „Chtít již v jeho prvním či druhém díle vyžadovat individuální ráz stylu by bylo nepřiměřené. Ba i národní charakter hudby, byť i jen v ideálním, abstraktním smyslu, dosud nelze požadovat.“ Naopak revue Dalibora tvrdila: „Krásná přednost Skuherského jest původnost.“
Kritika ovšem jednoznačně konstatovala, že prostředky, které opera podle ideálních představ skladatele i libretisty vyžadovala, byly neúměrné velikosti, personálnímu obsazení v orchestru i technickému vybavení, jimiž Prozatímní divadlo disponovalo. Celkový účinek inscenace tím značně trpěl. Rovněž nebylo možné pro rozsáhlé a obtížné role nalézt vždy odpovídající sólisty. Titulní roli Vladimíra, jež podle kritiky „co do nesnadnosti nenalezne soupeře v celé dramatické literatuře“, odzpíval s čestným zdarem Čeněk Vecko, jiní představitelé, zejména Marie Macháčková jako Olga, však nepřesvědčili. Kritika ostatně doporučovala obtížné party zjednodušit, zejména snížit.
Nejzávažnější ocenění pochází z referátu Bedřicha Smetany k jedné z repríz v roce 1865, kdy již nadšení z první české opery v českém divadle polevilo. Zdůrazňuje, že „Vladimír“ jest sice původně na německý text složen a platí jen proto za první národní zpěvohru, jelikož na český text byl přepracován, ponejprv na našem divadle před rokem provozován byl. Libreto má dobrou myšlenku, ale příliš mnoho pravdě nepodobností a odporů. O hudbě říká: Rovněž nemůže hudba ujíti především výčitce, že nemá slohu. Všude jeví se patrně nedostatek jednoty v slohu. Zásadám Rich. Wagnera též silně se zde hoví, jen že bez náležité opravdovosti a bez síly k provedení jich na příslušném místě. Střídají se pestře se starým způsobem recit. Nikde nejeví se odvaha, toho neb onoho se spustit a něco jiného neb něco samostatného zvolit. Hudební motivy jsou četné, ale nerozvedené, takže zanechávají dojem rozervanosti. Rovněž není řeči o charakterizování osob neb dokonce provedení úloh. Nejsmutněji vypadá to s ženskými úlohami, které jsou docela nezpěvné a nepříjemné. Nejpodařenějšími místy jsou podle Smetany sbory a balet. Oceňuje Skuherského krásné nadání, ale radí mu především se vzdáti škodného předsudku, že stůj co stůj jen uchu naprosto lahodné věci psáti se musí.
Po premiéře Vladimíra následovaly bezprostředně dvě reprízy, dvě další pak počátkem roku 1865 (poslední 15. ledna). Poté jej z repertoáru Prozatímního divadla vytlačily modernější historické opery Bedřicha Smetany a Karla Šebora a Vladimír již nebyl uveden. Nějaký čas však žila jeho předehra, kterou mimo jiné dirigoval Bedřich Smetana na svém posledním koncertu ve funkci šéfa opery Prozatímního divadla, na květnou neděli 1874.

## Osoby a první obsazení
| osoba                                                              | hlasový obor | (česká) premiéra (27. 9. 1863) |
| ------------------------------------------------------------------ | ------------ | ------------------------------ |
| Boris, velký kníže Bulharův                                        | bas          | Jakub Schwarz (Švarc)          |
| Vladimír, jeho starší syn                                          | tenor        | Čeněk Vecko                    |
| Simeon, jeho mladší syn                                            | tenor        | Jindřich Polák                 |
| Olga, jeho schovanka                                               | soprán       | Marie Macháčková               |
| Bojan, bojar                                                       | bas          | Karel Čech                     |
| Theophil, biskup                                                   | bas          | František Koubek               |
| Nehalena, strážná víla země                                        | soprán       | Eleonora z Ehrenbergů          |
| Posel z vojska Vladimírova                                         | …            | Karel Böhm                     |
| Bojarové, vojínové, mnichové, poslové, lovci, víly, kněžky a lid   |              |                                |
| Dirigent: Jan Nepomuk Maýr, režisér: (pravděpodobně) František Sák |              |                                |

## Děj opery
Děj opery se koná v Bulharsku kolem 9. století.

### 1. jednání
(V háji blíže hlavního města) Na honbě stanou v první scéně bojar Bojan, Vladimír, starší syn knížete Borise, a Olga, tohoto schovanka, s četným průvodem na romantické místě rozsáhlých lesů bulharských. Neobyčejný půvab tajemného lesního zátiší vzbudí jejich pozornost: brzy překvapeni poznají, že jsou v posvátném háji víly Nehaleny. Vladimír a Bojan již znají to místo; neboť Vladimír se přiznává, že obcuje se strážnou vílou země, že pevně jest odhodlán dle sil svých učiniti přítrž vyhánění staronárodních bohů vtírajícím se křesťanstvím. Mimo Bojana, který věrný jest přívrženec Vladimíra a jeho snah, ustrnou všickni nad vyznáním se knížete, zvláště jemnocitná panna, která vidí v tom hrob své vroucí lásky, ač Vladimír ji chlácholí ujišťováním, že vždy ji věrným bude. Zůstaven samotě Vladimír kolísá se mezi pozemskou láskou k Olze a k Nehaleně; vzrušení mysle jeho stále se zmáhá, až volá vílu, aby se mu zjevila. Tajemné zpěvy oznamují její příchod. Vladimír zaslíbí se jí, věnuje jí svůj meč i duši svou a zřeknuv se pozemské lásky, přísahá, že navrátí jí zemi i národ. Sotva Nehalena zmizela, slyšeti vítězné zvuky: jsou to poslové, kteří přinášejí Vladimíru korunu jeho otce.

### 2. jednání
(V paláci Borisově v Preslavě) V skvostné síni knížecího paláce vidíme nejdříve bratra Vladimírova Simeona, ucházejícího se o lásku Olgy, která však posud věrna jest Vladimíru. Shromážděnému lidu oznamuje Boris, že chce vzdáti se trůnu a oddati se kajícnému životu pravého křesťana. Odevzdá tedy slavným způsobem korunu i trůn Vladimíru. Že ochránce starých bohů, starých pohanských zvyků lidu svého zástupcům nového učení, mnichům a jejich vůdci, biskupu Teofilovi, nejvyššímu to hodnostáři církevnímu, není milým, rozumí se samo sebou. Zvláště Teofil užije všech prostředků, aby zvrátil úmysl velikého knížete; dotírá na Olgu, aby objevila bezbožný poměr Vladimírův k Nehaleně a zachránila tak svatou církev. Olga již již chce tak učiniti, v tom vstoupí Vladimír sám. Přísahu v ruce otce svého složí vzdor napomenutí z dálky zaznívajícího zpěvu víl, bezpochyby s jakousi reservatio mentalis. Aby zcela se ujistil, žádá biskup, aby Vladimír přísahal na evangelium. Mezi to vkročí Bojan velmi rozhodně; Teofil vyřkne klatbu. Bojan však vyzývá, aby korunovanému již knížeti holdovali.

### 3. jednání

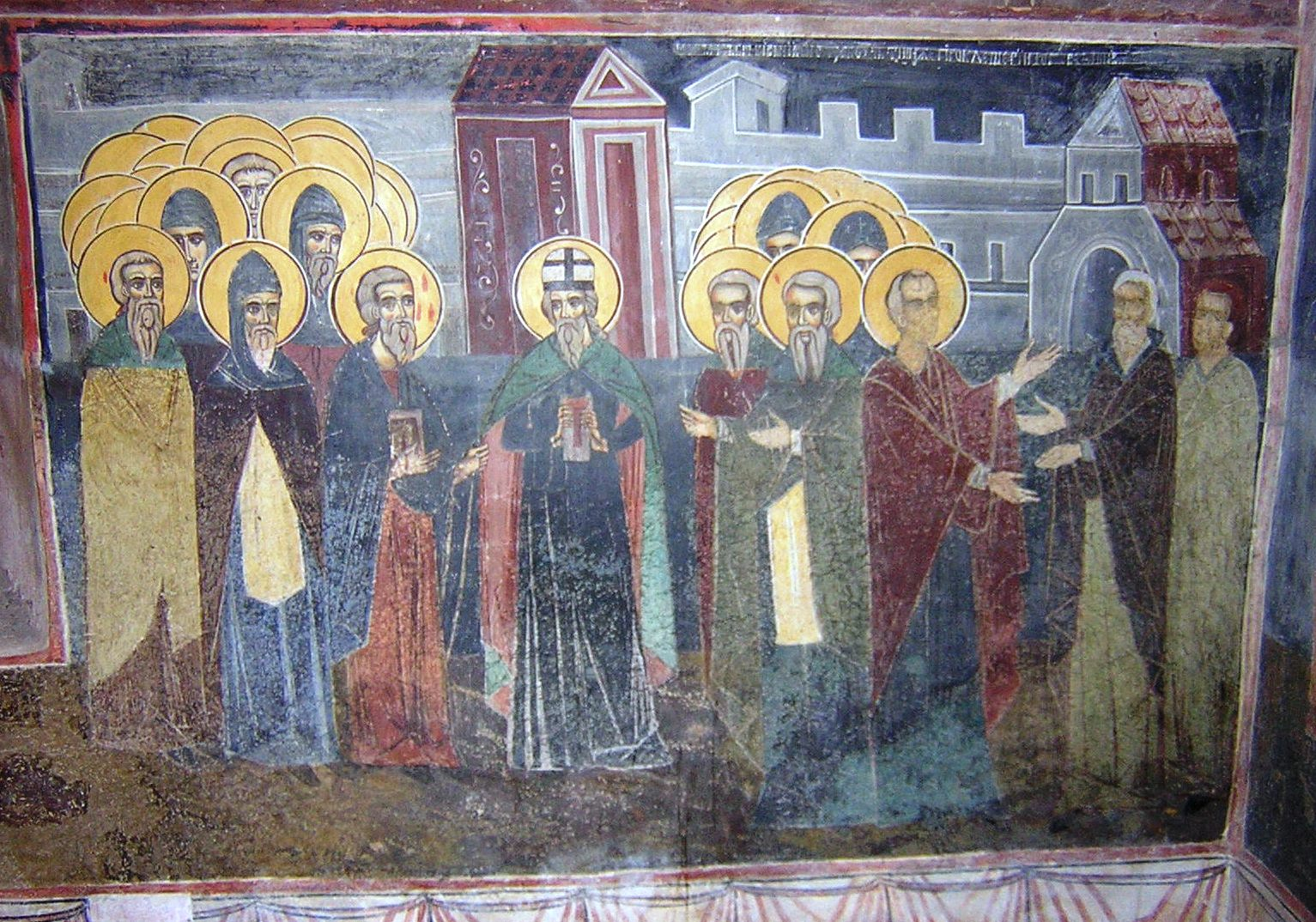
Boris I. přijímá žáky Cyrila a Metoděje, freska ze 16. století.

(V klášteře) Nacházíme poděkovaného se knížete v klášteře, kdež s mnichy oddává se pobožným cvičením a modlitbám. Vladimírovo jednání však po nastoupení na trůn přiměje Olgu, že přichází do kláštera; zapřísahá Borise, aby uchopil se opět žezla a meče, jelikož jeho syn starým bohům a bohyním staví oltáře a novému učení zuřivě na odpor se staví. Slova Olgy dojdou ihned stvrzení; neboť boj mezi oběma principy silně již se vzmohší vnikl i do samého kláštera. Bojan přikvapí se svými bojovníky, aby zmocnili se Borise. Včasnému příchodu Simeona a jeho vojska přičísti sluší zachránění posvátných míst. Vítězství dovršeno jest smrtí Bojanovou, jenž padne rukou Simeonovou. – Počátek jednání tohoto činí velký monolog Vladimíra v komnatě paláce; skeptické fáze jeho naznačeny jsou spolupůsobením víl a dojdou tak i svého rozřešení.

### 4. jednání
(Opět v háji strážné víly země) V posvátném háji objeví se Vladimír co triumfátor obklopen svými vojíny, kněžkami Nehaleny a četným průvodem, jenž vede zajaté křesťany s mnichy a biskupem. Vladimír slibuje Teofilu a mnichům svobodu, přiznají-li se k starodávné víře otců svých. Posmívá se jim a žádá na biskupu, aby vyprosil na křesťanském bohu nějakého zázraku; zajatí však setrvají pevně u své víře. Vladimír slavně se zaváže, že hájiti bude svůj národ a svou zemi, a odevzdá odbojníky soudům. Již vedeni jsou Teofil a jeho společníci před oltář bohyně, když chorál zvěstuje blížící se vítězné křesťanské bojovníky, v jejichž čele je Boris sám. Následující nyní náboženské hádání mezi synem a otcem stává se vždy prudším, až konečně Boris s mečem blíží se k oltáři bohyně a jemu Vladimír ne co syn, nýbrž co kníže káže, aby odstoupil. Spor vždy roste; Boris zhasí posvátný plamen; Vladimír rozpálen chce vrhnouti se na otce. Vítězství křesťanství však zjeví se symbolicky objevilým se křížkem na oltáři, za nějž se Boris byl utekl. To odzbrojí Vladimíra, jenž zničen klesne k nohoum objevivší se Nehaleny a umře. Simeon dosáhne koruny a Olga stane se jeho chotí. Jásající zpěv křesťanstva, jeho díky nebesům ukončují pompézní děj.